# Lotteriemonopol
Das sogenannte Lotteriemonopol besteht in Ländern wie Deutschland, Österreich und der Schweiz. Danach dürfen nur die konzessionierten Lottogesellschaften (in Deutschland und der Schweiz auf Ebene der Bundesländer beziehungsweise Kantone organisiert) Lotto durchführen.
Analog dazu gibt es ein Wettmonopol zum Beispiel im Bereich der Sportwetten.

## Die Entstehung des Monopols
Die Lotterie wurde seit der ersten Einrichtung Preußens im Jahr 1703 immer für die Armen und Bedürftigen der Bevölkerung durchgeführt. Mitte des 18. Jahrhunderts waren nicht nur auswärtige Lotterieunternehmer in Preußen zu finden, auch zahlreiche private Anbieter wollten eine Genehmigung für eine Lotterie bei Friedrich II. einholen. Der König genehmigte viele Lotterien, doch wurden auch viele Lotterien ohne seine Genehmigung durchgeführt. Bis 1763 verkauften zahlreiche auswärtige Lotterieanbieter ihre Lose bereits in ganz Preußen, sodass viel Geld außer Landes floss. Auch die zahlreichen privaten Anbieter ließen die Einnahmen der eigenen Lotterie sinken, sodass die Einnahmen für gemeinnützige Einrichtungen fehlten.

Viele Beschwerden über Unregelmäßigkeiten bei Lotterien privater Anbieter waren weitere Gründe für Friedrich II., das staatliche Monopol auszurufen. Um seine eigene Lotterie zu stärken, erließ Friedrich II. Verbote gegen private Anbieter und auswärtige Lotterien. Am 8. Februar 1763 unterschrieb Friedrich II. das Königliche Majestätspatent und erklärte damit das staatliche Monopol der Lotterien.

Die Geschichte zeigt die Entwicklung der Lotterien zur staatlichen Einrichtung über mehrere Jahrhunderte. In privaten Ausspielungen wurden immer wieder Betrügereien festgestellt: Lotterien konnten mangels Deckung nicht ausgespielt werden, der Losverkäufer verschwand mit den Einnahmen, falsche Lose wurden an den Mann gebracht oder mehr Nieten in den Topf geworfen. Egal wer betrog, ob Verkäufer, Betreiber oder Unternehmer, immer war der Spielteilnehmer der Leidtragende und die Chance auf einen Gewinn war dahin. Zudem wurden von den privaten Anbietern und Lotterieunternehmern keinerlei gemeinnützige Einrichtungen unterstützt, was mit den staatlichen Lotterien gewährleistet war.
Wellenartig wiederholt sich der Kampf der staatlichen Lotterien, des Monopols, der Spielsucht und von privaten, nicht lizenzierten Anbietern. Schon bevor es die staatlichen Spiele um Geld gab, versuchte jede Regierung das überhandnehmende Glücksspiel allerorts zu unterbinden, indem sie Verbote mit härtesten Strafen erließ. Geld- und Zuchthausstrafen waren noch die harmlosesten davon; Prügelstrafe, Enteignung, Verbannung der gesamten Familie bis hin zur Todesstrafe wurden verhängt, um des Betrugs bei Glücksspielen und der Spielsucht Herr zu werden.

## Zur Rechtfertigung des Monopols
Das Monopol wurde unter anderem eingerichtet, um Spieler vor Spielsucht zu schützen. Dass Monopole Suchtverhalten steuern können, wird jedoch auch bezweifelt. Des Weiteren werden verschiedene Standpunkte auch aus Sicht des Wettbewerbs diskutiert. In der Schweiz etwa wurden Gesuche von WWF und Greenpeace um die Errichtung einer eigenen Lotterie abgelehnt. In Deutschland scheiterte eine Lotterie von Greenpeace und anderen Organisationen offenbar an gesetzlichen Auflagen, die keinen hohen Jackpot und nur sehr begrenzte Lotteriewerbung zuließen.
Ein nicht unbedeutender Teil der Einnahmen der staatlichen Lottogesellschaften – die sogenannten Zweckerträge – fließen gemeinnützigen Zwecken zu. In der Schweiz ist das mit Lotteriefonds organisiert, während bei privaten Anbietern dies – auch wegen eines Sitzes des Unternehmens im Ausland – nicht sichergestellt ist.

## Situation in Deutschland
Gewerbliche Tippgemeinschaften bzw. gewerbliche Spielvermittler bieten gegen Gebühren (maximal ein Drittel der von den Spielern vereinnahmten Beträge für die Teilnahme am Spiel, § 19 Nr. 1 GlüStV e contrario) Lotto an, spielen jedoch nicht selbst, sondern bei den konzessionierten Unternehmen. Hierfür bedürfen die Unternehmen in Deutschland einer Erlaubnis (§ 4 Abs. 1 S. 2 GlüStV i. V. m. § 3 Abs. 6 Nr. 1 GlüStV).
Einige Anbieter, die über keine Erlaubnis als gewerblicher Spielvermittler in Deutschland verfügen, veranstalten im Ausland Wetten auf das deutsche Lotto, die über das Internet genutzt werden können. Diese Wetten auf das deutsche Lotto sind jedoch wegen des präventiven Verbots des § 4 Abs. 1 S. 2 GlüStV nicht zulässig.

### Staatsvertrag
Das Lotteriemonopol basierte auf dem Staatsvertrag zum Lotteriewesen in Deutschland. Der Vertrag regelte unter anderem, dass ein „ausreichendes Glücksspielangebot sichergestellt“ wird, aber auch, dass der „natürliche Spieltrieb der Bevölkerung in geordnete und überwachte Bahnen gelenkt wird“. Ebenso ist dort geregelt, dass „ein erheblicher Teil der Einnahmen aus Glücksspielen zur Förderung öffentlicher oder steuerbegünstigter Zwecke im Sinne der Abgabenordnung verwendet wird“.

### Glücksspielstaatsvertrag
Die Entwicklung des neuen Glücksspielstaatsvertrages (GlüStV – In Kraft seit 1. Januar 2008) wurde durch das Sportwettenurteil des Bundesverfassungsgerichts vom 28. März 2006 angestoßen. Darin entschied das BVerfG, dass ein Staatsmonopol für Sportwetten mit dem Grundrecht der Berufsfreiheit des Art. 12 Abs. 1 GG nicht vereinbar ist. Es räumte jedoch den Ländern ein, ein Staatsmonopol „konsequent am Ziel der Bekämpfung der Suchtgefahren auszurichten“. In der Folge entwickelten die Länder ein neues Regelwerk, welches sich an der Spielsuchtbekämpfung nicht nur im Bereich der Sportwetten, sondern auch für Lotterien ausrichtet.

Nach dem GlüStV ist das Veranstalten und Vermitteln von Glücksspielen nur mit einer Erlaubnis der zuständigen Behörde des jeweiligen Landes möglich (§4 Abs. 1); Glücksspiele im Internet sind generell verboten (§4 Abs. 4). Am 14. Oktober 2008 hat sich das Bundesverfassungsgericht erstmals mit den neuen Regelungen des GlüStV befasst.
Nach Auffassung des Gerichts sind die Vorschriften des GlüStV und insbesondere das Verbot der Veranstaltung und Vermittlung öffentlicher Glücksspiele im Internet (§ 4 Abs. 4 GlüStV) sowie die hierzu getroffene Übergangsbestimmung für das Jahr 2008 (§ 25 Abs. 6 GlüStV) zumutbar und damit verfassungsrechtlich nicht zu beanstanden.
Der neue Staatsvertrag wurde vor dieser Entscheidung von einigen Beobachtern und Juristen als rechtswidrig angesehen. Dies ließen auch vor der Ratifizierung des Vertrages gefällte Gerichtsurteile des Bundesverfassungsgerichts, des Bundeskartellamtes und des Europäischen Gerichtshofs erahnen. Ein Vertragsverletzungsverfahren der EU ist absehbar.
Mittlerweile hat der EuGH am 8. September 2010 wegweisende Urteile bezüglich des Lotterie- und Sportwettenmonopols gefällt.
Das OVG Nordrhein-Westfalen hat in einem Beschluss vom 23. November 2010 festgestellt: „Denn in diesen Entscheidungen hat der EuGH die Regelungen des Glücksspielstaatsvertrages nicht für europarechtswidrig erklärt“.
In der Fachliteratur wird zu diesen Urteilen festgestellt: „Der EuGH hat (...) lediglich entschieden, dass ein staatliches Monopol für Sportwetten und Lotterien mit dem Unionsrecht unvereinbar ist, wenn es nicht tatsächlich in kohärenter und systematischer Weise Anreize zu übermäßigen Ausgaben für das Spielen vermeidet und die Spielsucht bekämpft.“
„Für das künftige Glücksspielrecht in Deutschland bildet die Entscheidung des EuGH in gewisser Weise die unions-rechtliche Parallele zu den auf das Grundgesetz bezogenen Ausführungen des BVerfG in dessen Urteil von März 2006. Festzuhalten bleibt daher, dass Bund und Länder im Rahmen ihrer Kompetenzen auch aus Sicht des Unionsrechts weiterhin über Gestaltungsspielräume verfügen, die sowohl eine Monopollösung als auch eine Liberalisierung umschließen.“
Nach dem Scheitern des Zweiten Glücksspieländerungsstaatsvertrages, der aufgrund fehlender Ratifizierung in Schleswig-Holstein und Nordrhein-Westfalen nie in Kraft trat, einigten sich die Bundesländer im März 2019 zunächst auf den Dritten Glücksspieländerungsstaatsvertrag. Dieser entfristete die sogenannte Experimentierklausel für private Sportwettenanbieter. Am 12. März 2020 verständigten sich die Bundesländer auf den Glücksspielstaatsvertrag 2021, der am 1. Juli 2021 in Kraft getreten ist.
Die Regulierung von Online-Spielautomaten und virtuellen Tischspielen wie Online-Roulette oder Black Jack durch den Glücksspielstaatsvertrag 2021 verursachte bei einigen Bundesländern auch Sorgen um das Lotteriemonopol. Da man vermeiden wollte, dass eine Liberalisierung der nach Ansicht einiger Länder vermeintlich gefährlichsten Spielformen das Monopol auf Lotterien untergraben würde, wurde ein Gutachten zur Vereinbarkeit der Regulierungsvorschläge bei der Anwaltskanzlei "CBH Rechtsanwälte" beauftragt. In dem im November 2019 vorgestellten Gutachten von Markus Ruttig, welcher auch das Land Hessen beim Streit um das Konzessionsverfahren 2014 vertreten hatte, wurden unterschiedliche Regulierungsmodelle aufgezeigt. Gleichzeitig wurde darin argumentiert, dass die bereits erfolgte Zulassung privater Glücksspielanbieter das Lotteriemonopol gefährden würde.

### Gesetzliche Grundlagen – Rennwett- und Lotteriegesetz
Die Rennwett- und Lotteriesteuer, die ihre rechtliche Grundlage im Rennwett- und Lotteriegesetz hat, ist eine so genannte indirekte Steuer. Deren Einnahmen stehen grundsätzlich den Ländern zu, die auch die gesamte Organisation bzw. Verwaltung übernehmen.
Das Rennwett- und Lotteriegesetz ist in zwei Abschnitte unterteilt. Der erste Abschnitt behandelt die Besteuerung von Rennwetten, während sich der zweite Abschnitt mit Lotterien, Ausspielungen und Sportwetten beschäftigt.
Neben dem eigentlichen Gesetz existieren so genannte Ausführungsbestimmungen, die nähere Details zu diesem Gesetz regeln.

### Kartellverfahren
Am 28. August 2006 verkündete das Bundeskartellamt, dass es ein Verwaltungsverfahren eröffnen werde, wonach die staatlichen Lotteriegesellschaften der Länder mit sofortiger Wirkung mehr Wettbewerb zulassen müssten. Danach sollte es u. a. privatrechtlichen Gesellschaften einfach ermöglicht werden, die staatlichen Lotterieangebote in eigener Regie – auch in eigenen Annahmestellen – zu vertreiben. Auch sollte die Beschränkung der Lottogesellschaften auf das jeweilige Bundesland aufgehoben werden, damit auch ein Wettbewerb unter den staatlichen Einrichtungen entstehe. Das staatliche Lotteriemonopol wurde durch diese Entscheidung zwar nicht abgeschafft, da weiterhin ausschließlich staatliche Lotterieangebote existierten, die nun jedoch erheblich um private Weiterverkäufer-Angebote ergänzt wurden.

## Situation in der Schweiz
In den Deutschschweizer Kantonen und im Tessin liegt das Monopol bei der Swisslos, in den französischsprachigen Kantone bei der Loterie Romande.
Rechtsgrundlage sind das Bundesgesetz betreffend die Lotterien und die gewerbsmässigen Wetten vom 8. Juni 1923 sowie die kantonalen Lotteriegesetze oder -verordnungen.